# Music-hall (émission de télévision)
Pour les articles homonymes, voir Music Hall.
Music-hall est une émission de télévision de divertissement québécoise, animée par Michelle Tisseyre et diffusée tous les dimanches soir entre le 30 octobre 1955 et le 3 juin 1962 à la Télévision de Radio-Canada.

## Concept
Music-hall est la première émission de variétés à grand déploiement du Québec. À l'image des grands cabarets montréalais du début des années 1950 (ex.: Au Faisan Doré), l'animatrice-vedette, Michelle Tisseyre, est accompagnée par un grand orchestre. Vic Vogel en est le directeur musical pendant quelques années. 
Elle y reçoit les grandes vedettes françaises de passage (Édith Piaf, Charles Aznavour) mais aussi les forces vives de l'époque des cabarets montréalais : le monologuiste Gilles Pellerin, Olivier Guimond, Jacques Normand, Jean Rafa, Les Jérolas, régulièrement la troupe du Beu qui rit (avec entre autres Paul Berval, Denis Drouin, Dominique Michel, Denise Filiatrault, Roger Joubert et Jacques Laurin).
La popularité de l'émission assure à Michelle Tisseyre le titre de Miss Radio-Télévision pour l’artiste la plus populaire en 1959.

## Réalisation
- 1955-1962 : Denys Gagnon et Jean Bissonnette

## Sources
- Site web Émission.ca
- Robert Gauthier. Jacques Normand. L'enfant terrible, Les Éditions de l'Homme, 1998